# 1st Missouri Infantry (CSA)
Le 1st Missouri Infantry est un régiment d'infanterie qui a servi dans l'armée des États confédérés pendant la guerre de Sécession.

## Organisation
Le régiment est organisé à Memphis, dans le Tennessee et à New Madrid, dans le Missouri, en juin–septembre 1861 par le colonel John S. Bowen, le premier commandant du régiment. Le régiment est composé principalement de Missourians pro-sécessionnistes de la région de St. Louis et du sud-est du Missouri. L'origine des compagnies initiales est la suivante :
- Compagnie A : Volontaires de Pargoud - La Nouvelle-Orléans, Louisiane
- Compagnie B : Gardes de Wade - St. Louis, Missouri
- Compagnie C : Gardes du Sud de St. Louis - Carondelet, Missouri
- Compagnie D : Gris de St. Louis - St. Louis, Missouri
- Compagnie E : Minutemen de St. Louis - St. Louis, Missouri
- Compagnie F : Gardes sudistes de St. Louis - St. Louis, Missouri
- Compagnie G : Gardes de New Madrid - comté de New Madrid, Missouri
- Compagnie H : Fusiliers de Pemiscot - comté de Pemiscot County, Missouri
- Compagnie I : Gardes du Missouri - comté de New Madrid, Missouri
- Compagnie K : Gris du Missouri - comté de New Madrid, Missouri

## Service
Le régiment fait partie des unités mises en réserve près de Columbus lors de la bataille de Belmont. L'unité participe en premier aux combats les 6-7 avril 1862 à la bataille de Shiloh.
Après des pertes importantes au cours de la bataille d'Iuka et la deuxième bataille de Corinth, le régiment est réorganisé à Holly Springs, au Mississippi, le 7 novembre 1862, par la fusion le 1st Missouri Infantry avec le 4th Missouri Infantry (en), après quoi il est devenu connu comme le « 1st et 4th Consolidated Missouri Infantry ». Le régiment prend part la bataille de Champion Hill le 16 mai 1863(p155),.
Le « 1st et 4th Consolidated Missouri Infantry » combat comme une unité de l'armée du Tennessee confédérée au cours de la campagne d'Atlanta et l'invasion du Tennessee de 1864 du général John Bell Hood. Après l'échec de cette campagne, le régiment reçoit l'ordre de partir pour Mobile, en Alabama, où il participe à la défense de fort Blakely (en). La garnison du fort se rend le 9 avril 1865, moment où le régiment cesse d'exister fonctionnellement.

## Commandants
- Colonel John S. Bowen
- Colonel Lucius L. Rich
- Colonel Hugh R. Garland
- Lieutenant-colonel Martin Burke
- Lieutenant-colonel Amos C. Riley
- Commandant Robert J. Duffy
- Commandant Bradford Keith
- Commandant Charles C. Campbell[3]